# Ramiro Arias
Ramiro Ezequiel Arias (Trelew, Chubut; 6 de enero de 1993) es un futbolista argentino. Juega de defensor y su equipo actual es Deportivo Morón de la Primera Nacional.

## Trayectoria

### Inicios
Empezó a jugar en la escuela de fútbol de “Caroqué”. Era una canchita de fútbol 5, que tenía su padre y jugaban ahí, se hacían partidos contra equipos de distintos barrios, y fue así como comenzó. Por cuestiones familiares a los seis años, se tuvo que ir a vivir a Rojas, un pueblo ubicado en provincia de Buenos Aires y allí empezó a jugar en el Club Argentino. Estuvo hasta los catorce años y un grupo de representantes de una empresa lo trajo a probar a San Lorenzo y tuvo la suerte de quedar.

### San Lorenzo
Con 19 años debutó en la Primera de San Lorenzo, siendo titular en el partido por los 16avos. de final de la Copa Argentina el 15 de marzo de 2012. El partido terminó empatado a 1 frente a Chacarita Juniors y ganó el Ciclón 3-1 en los penales.
Dos años después, el 9 de marzo, Arias haría su debut en el campeonato local. Fue titular en el empate 1-1 contra Godoy Cruz por la fecha 7 del Torneo Final.
Durante los dos campeonatos siguientes (2014 y 2015) Ramiro jugó apenas 5 partidos (uno de Copa Argentina), de los cuales 2 obtuvo la titularidad.

### Aldosivi
Al no tener continuidad en el equipo porteño, Arias se sumó a préstamo al club Aldosivi en 2016. Debutó el 6 de marzo ingresando en el entretiempo por Franco Canever en lo que sería empate frente a Temperley por 1 a 1. En su primera temporada con el club jugó 10 partidos en total.
Ya en su segundo año, Arias tuvo participación en 19 encuentros. A pesar de esto, el equipo marplatense descendió a la Primera B Nacional y el vínculo de Arias con el equipo finalizó y volvió a San Lorenzo.

### Sarmiento de Junín
El jugador llegó a Sarmiento de Junín, otro de los descendidos a la Primera B Nacional. Debutó el 19 de septiembre en el empate a 0 contra Quilmes.
Jugó todos los partidos del campeonato, siendo pieza fundamental del equipo que logró jugar el torneo reducido.

### Almagro
En 2019, Ramiro Arias se convirtió en refuerzo de Almagro, también de la Primera B Nacional. Debutó el 11 de marzo en un partido que Almagro y Arsenal empataron 0-0.
En su primera temporada disputó 11 encuentros, sin convertir goles. Ya en su segundo año se convertiría en un jugador importante, ya que jugó todos los partidos de la temporada 2019-20 y convirtió un gol, ante Instituto el 1 de diciembre.

### Quilmes
Tras su muy buen torneo con Almagro, Ramiro Arias en septiembre de 2020 se convirtió en refuerzo de Quilmes, firmando contrato hasta 2021.

### Morón
El 5 de diciembre de 2022 firma contrato con Deportivo Morón hasta el 31 de diciembre de 2023.

## Estadísticas
- Actualizado hasta el 5 de marzo de 2023.

| San Lorenzo Argentina | 1.ª                 | 2011-12             | 0                   | 0   | 1 | 0  | - | - | 1  | 0   | 0,00 |      |
| San Lorenzo Argentina | 1.ª                 | 2012-13             | 0                   | 0   | 0 | 0  | - | - | 0  | 0   | 0,00 |      |
| San Lorenzo Argentina | 1.ª                 | 2013-14             | 1                   | 0   | 0 | 0  | 0 | 0 | 1  | 0   | 0,00 |      |
| San Lorenzo Argentina | 1.ª                 | 2014                | 2                   | 0   | 0 | 0  | 0 | 0 | 2  | 0   | 0,00 |      |
| San Lorenzo Argentina | 1.ª                 | 2015                | 2                   | 0   | 1 | 0  | 0 | 0 | 2  | 0   | 0,00 |      |
| San Lorenzo Argentina | Total club          | Total club          | 5                   | 0   | 2 | 0  | 0 | 0 | 7  | 0   | 0,00 |      |
| Aldosivi Argentina | 1.ª                 | 2016                | 9                   | 0   | 1 | 0  | - | - | 10 | 0   | 0,00 |      |
| Aldosivi Argentina | 1.ª                 | 2016-17             | 17                  | 0   | 1 | 0  | - | - | 18 | 0   | 0,00 |      |
| Aldosivi Argentina | Total club          | Total club          | 26                  | 0   | 2 | 0  | - | - | 28 | 0   | 0,00 |      |
| Sarmiento (J) Argentina | 2.ª                 | 2017-18             | 29                  | 1   | 2 | 0  | - | - | 31 | 1   | 0,03 |      |
| Sarmiento (J) Argentina | Total club          | Total club          | 29                  | 1   | 2 | 0  | - | - | 31 | 1   | 0,03 |      |
| Almagro Argentina | 2.ª                 | 2018-19             | 11                  | 0   | - | -  | - | - | 11 | 0   | 0,00 |      |
| Almagro Argentina | 2.ª                 | 2019-20             | 19                  | 1   | 4 | 0  | - | - | 23 | 1   | 0,04 |      |
| Almagro Argentina | Total club          | Total club          | 30                  | 1   | 4 | 0  | - | - | 34 | 1   | 0,02 |      |
| Quilmes Argentina | 2.ª                 | 2020                | 6                   | 0   | - | -  | - | - | 6  | 0   | 0,00 |      |
| Quilmes Argentina | 2.ª                 | 2021                | 19                  | 0   | - | -  | - | - | 19 | 0   | 0,00 |      |
| Quilmes Argentina | Total club          | Total club          | 25                  | 0   | - | -  | - | - | 25 | 0   | 0,00 |      |
| Instituto Argentina | 2.ª                 | 2022                | 12                  | 0   | - | -  | - | - | 12 | 0   | 0,00 |      |
| Instituto Argentina | Total club          | Total club          | 12                  | 0   | - | -  | - | - | 12 | 0   | 0,00 |      |
| Villa Dálmine Argentina | 2.ª                 | 2022                | 14                  | 0   | - | -  | - | - | 14 | 0   | 0,00 |      |
| Villa Dálmine Argentina | Total club          | Total club          | 14                  | 0   | - | -  | - | - | 14 | 0   | 0,00 |      |
| Deportivo Morón Argentina | 2.ª                 | 2023                | 3                   | 0   | 0 | 0  | - | - | 3  | 0   | 0,00 |      |
| Deportivo Morón Argentina | 2.ª                 | Total club          | Total club          | 3   | 0 | 0  | 0 | - | -  | 3   | 0    | 0,00 |
| Deportivo Morón Argentina | Total en su carrera | Total en su carrera | Total en su carrera | 144 | 2 | 10 | 0 | 0 | 0  | 154 | 2    | 0,01 |
| (1) Las copas nacionales se refiere a la Copa Argentina. (2) Las copas internacionales se refiere a la Copa Libertadores y a la Copa Sudamericana. (3) Media de goles por encuentro. No incluye goles en partidos amistosos. |                     |                     |                     |     |   |    |   |   |    |     |      |      |

## Vida privada
Desde 2019 se encuentra en pareja con la actriz y bailarina Noelia Marzol, y el 2 de enero de 2021 la pareja contrajo matrimonio. Tienen dos hijos.